# مخزن سوخت بیرونی

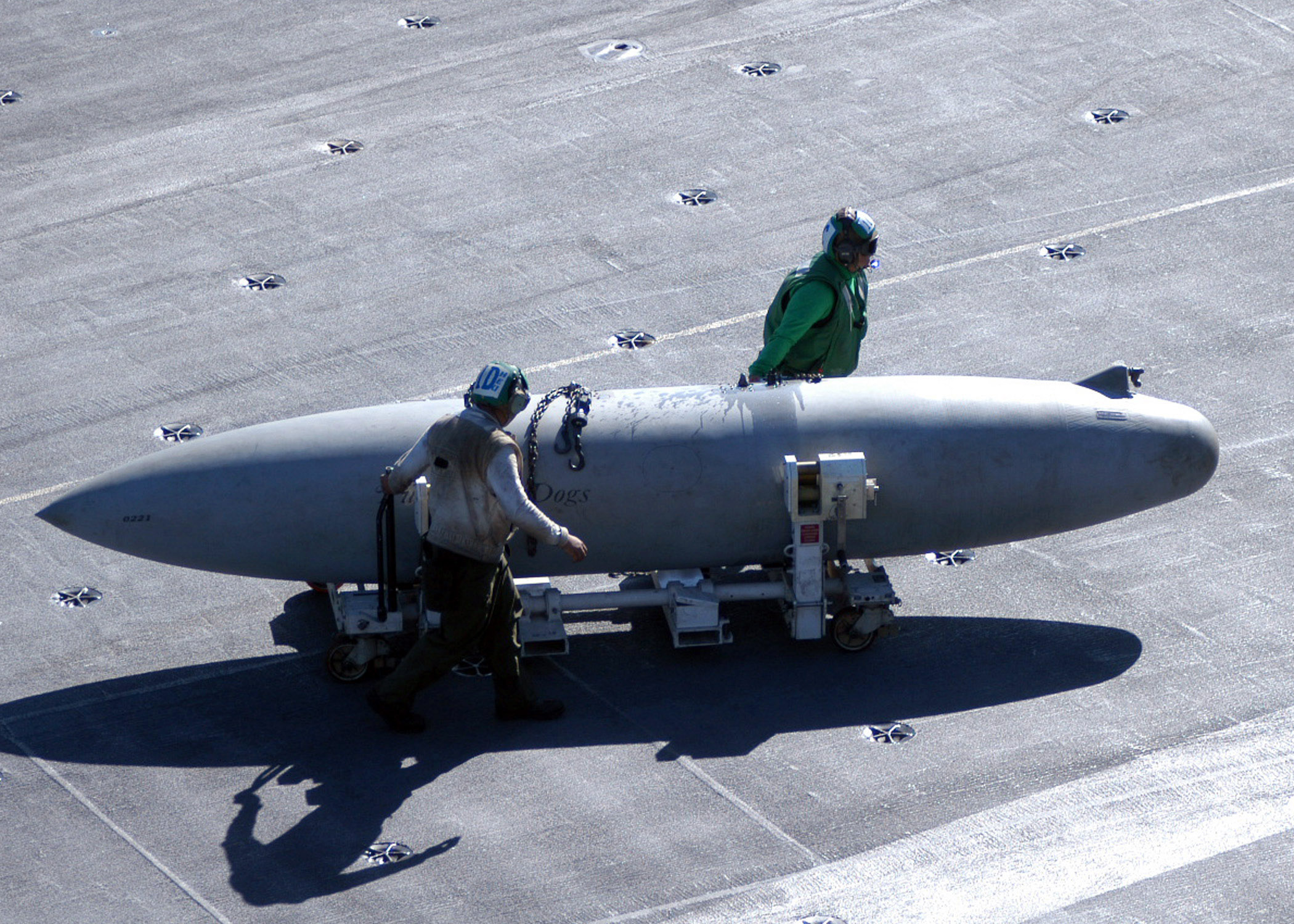
یک مخزن بیرونی ۲۳۰۰ لیتری سارگنت فلچر در حال جابه‌جایی در عرشه پرواز یک ناو هواپیمابر

در هوانوردی، مخزن سوخت خارجی، مخزن سوخت بیرونی یا مخزن سوخت پرتابی، برای توصیف مخازن سوخت کمکی حمل‌شونده توسط هواپیماها، استفاده می‌شود. این مخازن، قابل‌استفادهٔ مجدد و اغلب قابل رهاسازی از هواپیما هستند. مخزن‌های خارجی در هواپیماهای نظامی مدرن رایج هستند و گاهی در هواپیماهای غیرنظامی نیز استفاده می‌شوند، اما به‌جز در مواقع اضطراری، کمتر دور انداخته می‌شوند.

## بررسی اجمالی

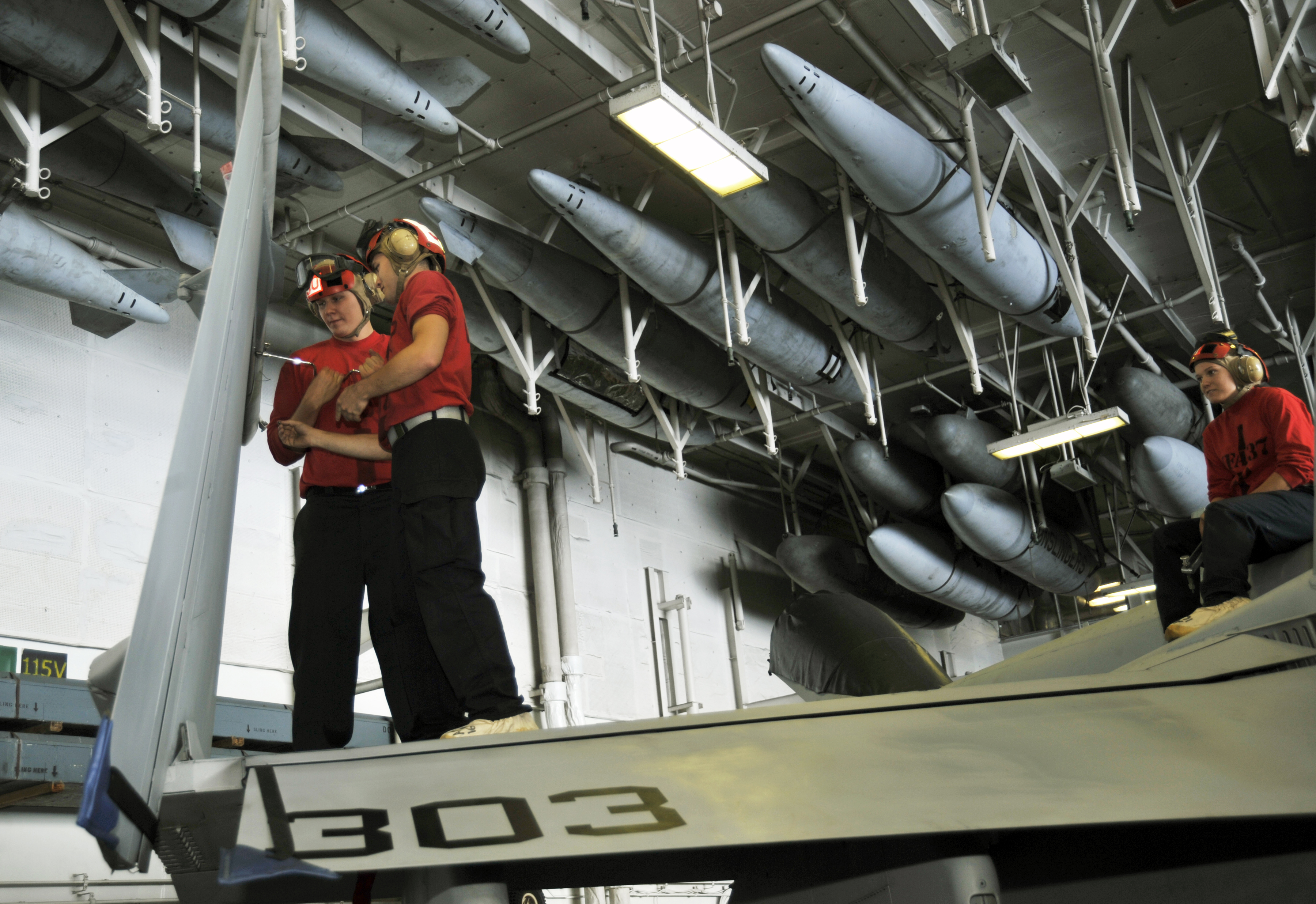

عیب اصلی مخزن‌های خارجی این است که مقاومت در برابر هوا برای هواپیمای حامل آن‌ها اعمال می‌کنند. مخازن سوخت خارجی همچنین ممان اینرسی را افزایش می‌دهد و در نتیجه نرخ چرخش برای مانورهای هوایی را کاهش می‌دهد. مقداری از سوخت موجود در مخزن نیز برای غلبه بر مقاومت هوا و وزن اضافی خود مخزن استفاده می‌شود. استفاده از این مخازن همچنین تعداد جایگاه‌های تسلیحات خارجی موجود برای سلاح‌ها را کاهش می‌دهد و علاوه بر کاهش ظرفیت حمل سلاح، سطح مقطع راداری هواپیما را نیز، افزایش می‌دهد.
معمولاً ابتدا سوخت مخزن‌های خارجی مصرف می‌شود و تنها زمانی که تمام سوخت مخزن‌های خارجی مصرف شده باشد، مصرف سوخت به مخزن داخلی هواپیما تغییر می‌کند.
برخی از هواپیماهای جنگی مدرن از مخازن سوخت منسجم (CFT) به جای یا علاوه بر مخازن سوخت خارجی معمولی استفاده می‌کنند. CFTها درگ کمتری تولید می‌کنند و جایگاه‌های خارجی تسلیحات را اشغال نمی‌کنند. با این حال، برخی از آن‌ها را فقط می‌توان بر روی زمین از هواپیما جدا کرد.

## تاریخچه

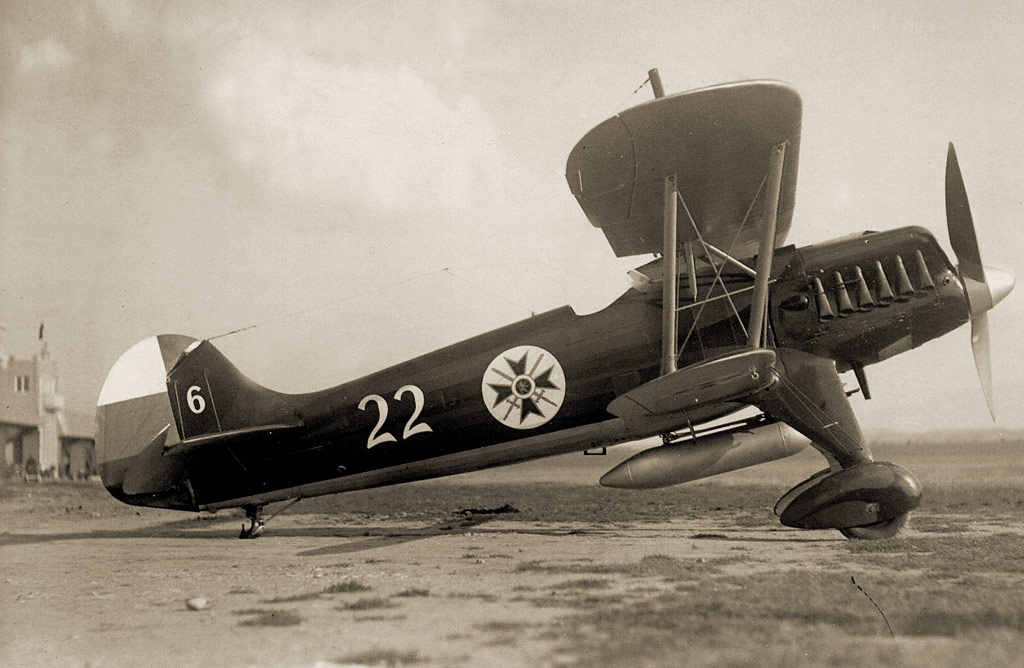
یک هاینکل اچ‌ایی ۵۱ بلغاری، با مخزن سوخت در زیر بدنه

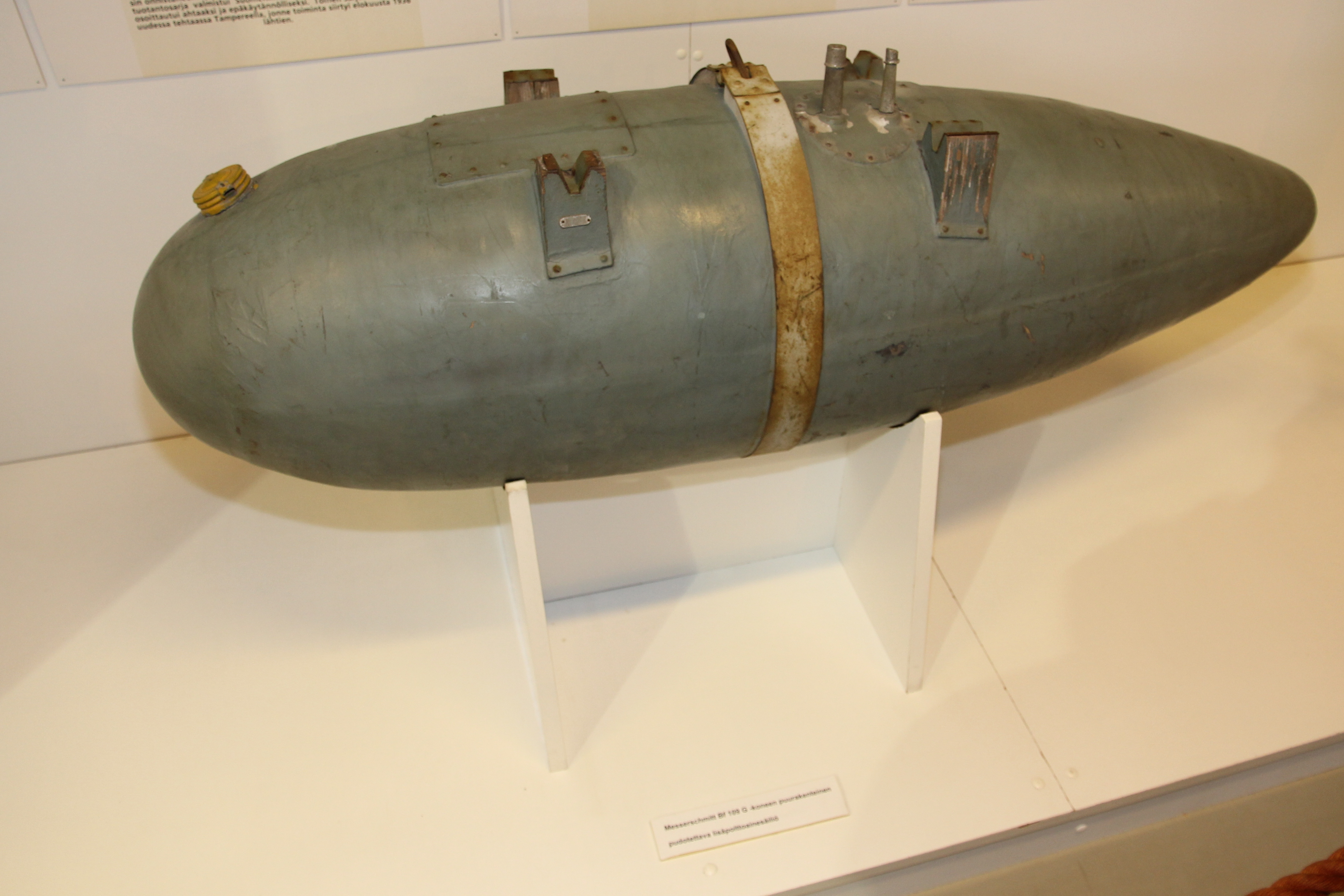
یک مخزن خارجی با ظرفیت ۳۰۰ لیتر استاندارد لوفت‌وافه آلمان در جنگ جهانی دوم

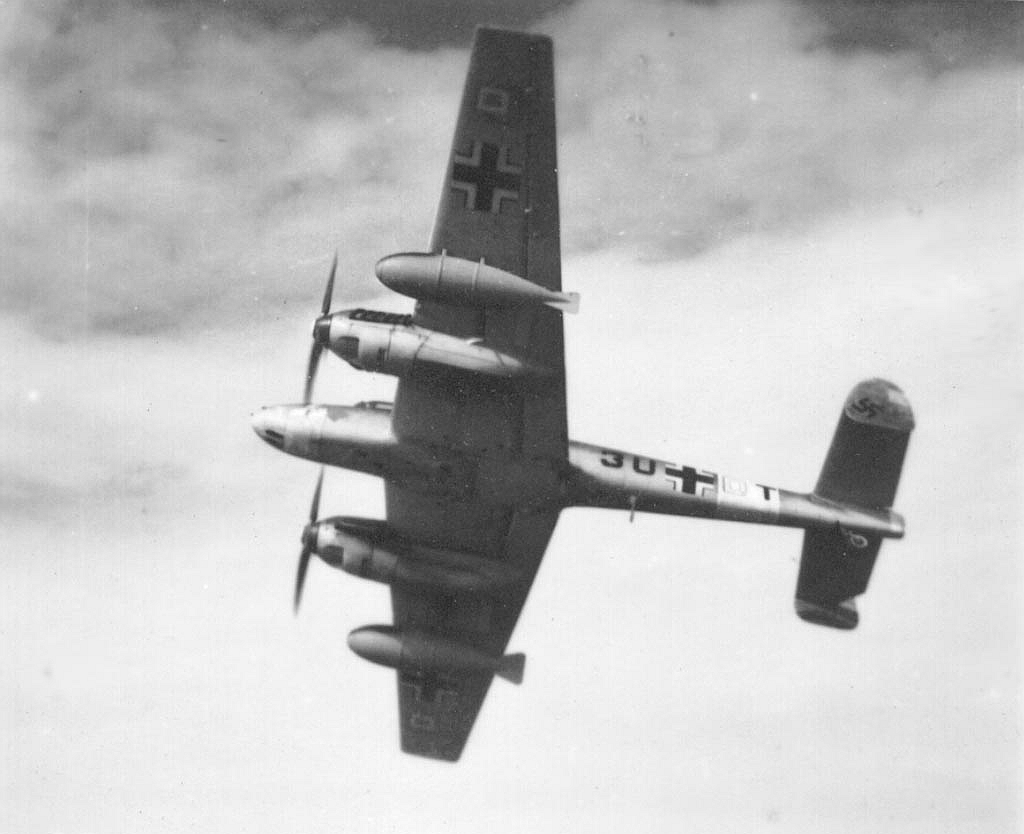
یک فروند مسرشمیت ب‌اف ۱۱۰ با مخازن بیرونی ۹۰۰ لیتری کمیاب نصب‌شده در زیر بال‌ها

این مخازن در طول جنگ داخلی اسپانیا مورد استفاده قرار گرفتند تا به هواپیماهای جنگنده امکان حمل سوخت اضافی برای پروازهای اسکورت دوربرد بدون نیاز به بدنه بسیار بزرگ‌تر، سنگین‌تر و با قابلیت مانور کمتر باشد. در طول جنگ جهانی دوم، لوفت‌وافه آلمان با معرفی یک مدل آلیاژی سبک در اوایل ۱۹۴۰ شروع به استفاده از مخازن سوخت خارجی کرد. جنگنده مسرشمیت ب‌اف ۱۰۹ نیز از این نوع مخزن استفاده می‌کرد.
نخستین مخازن خارجی به گونه‌ای طراحی شده بودند که در صورت خالی بودن یا در مواقع جنگ یا وضعیت اضطراری دور انداخته شوند تا نیروی پسار و وزن را کاهش و قدرت مانور را افزایش دهند. مخزن‌های خارجی مدرن ممکن است در نبرد حفظ شوند تا در مواقع اضطراری رها شوند.
متفقین معمولاً از مخازن خارجی برای افزایش بُرد و مدت زمان گشت‌زنی در قاره اروپا به جنگنده‌ها استفاده می‌کردند. نیروی هوایی سلطنتی بریتانیا از مخازن سوخت خارجی در سال ۱۹۴۲، در طول اعزام سوپرمارین اسپیت‌فایرها به مالت استفاده می‌کرد.
تنها با استفاده از مخازن خارجی ۴۵۰ گالنی در جنگنده‌های پی-۳۸ لایتنینگ خود در عملیات انتقام و سرنگونی هواپیمای دریاسالار یاماموتو ایسوروکو انجام‌پذیر شد. (برای این مأموریت، هر جنگنده یک مخزن خارجی تقریباً ۱۵۰ تا ۱۶۵ گالون آمریکایی (۵۷۰ تا ۶۲۰ لیتر) و یک مخزن بزرگ‌تر با حجمی حدود ۳۰۰ تا ۳۳۰ گالون آمریکایی (۱٬۱۰۰ تا ۱٬۲۰۰ لیتر) بهره بردند.

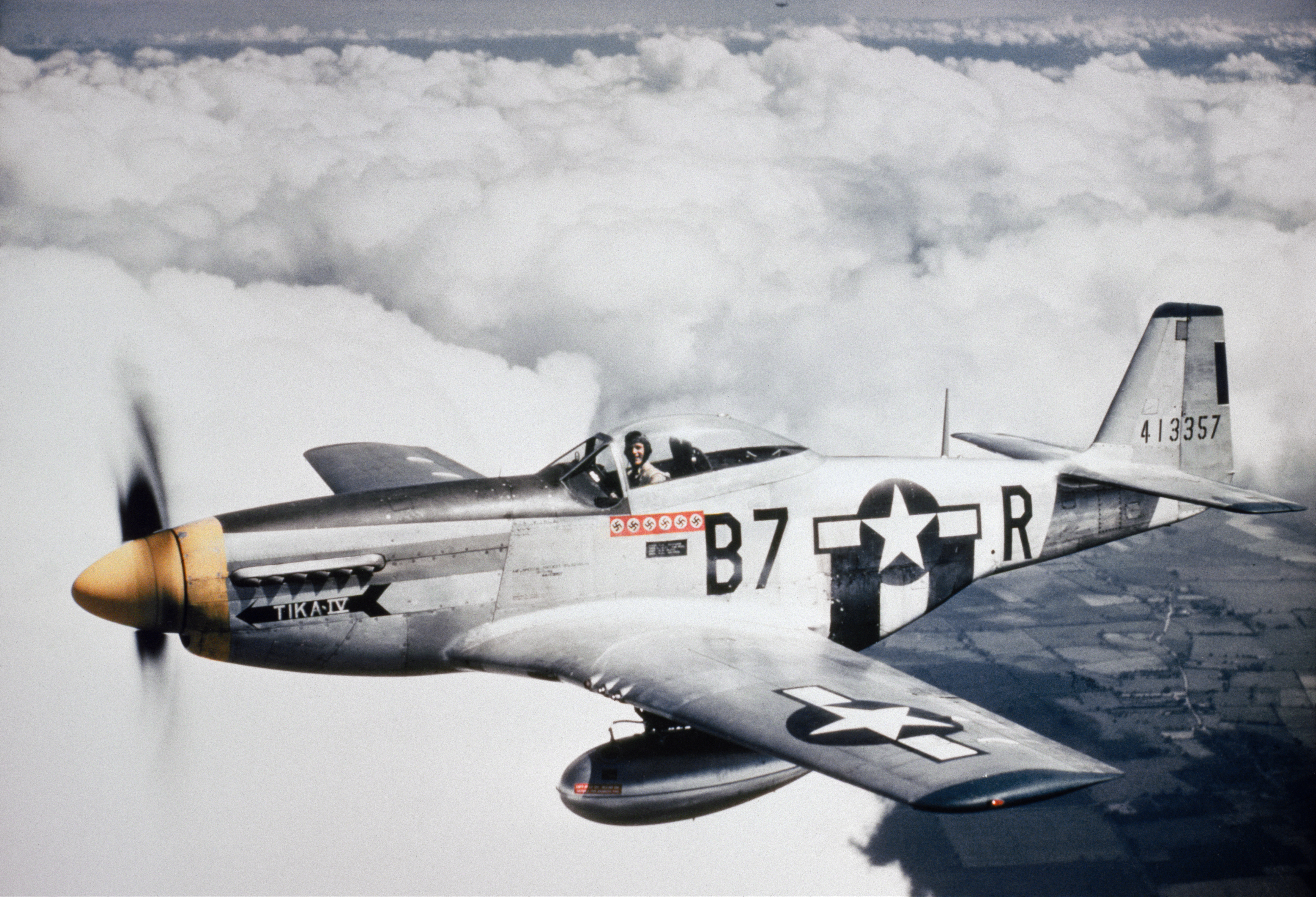
یک پی-۵۱ ماستنگ با با یک مخزن بیرونی فلزی با حجم 75 USgal

مخزن‌های سوخت بیرونی، پی-۴۷ تاندربولت را از یک هواپیمای رهگیر کوتاه‌برد به یک جنگنده اسکورت دوربرد و برتری هوایی تبدیل کردند و آن را قادر ساختند تا بمب‌افکن‌های بریتانیا را به سوی آلمان همراهی کنند و شرایط مساعدی را برای بمباران سنگین فراهم کردند.

### مخازن خارجی مبتنی بر کاغذ

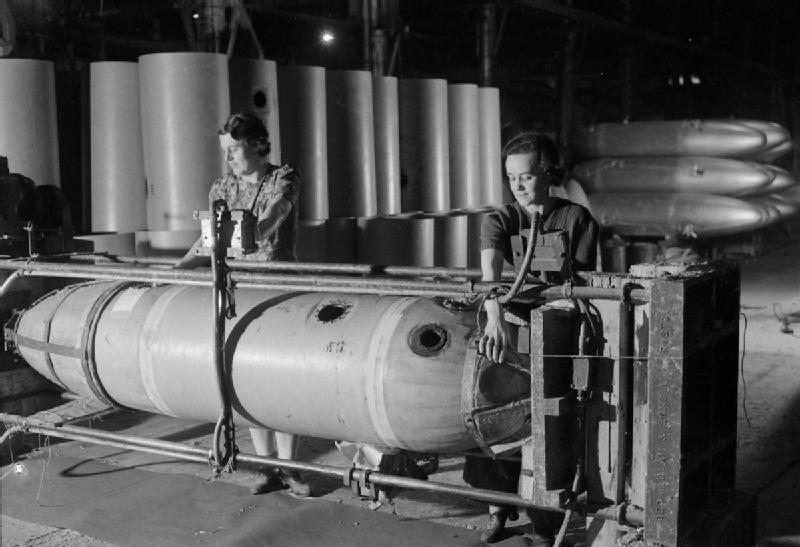
مخزن کاغذی ۱۱۰ گالنی آمریکایی (۴۱۶ لیتر) که برای استفاده نیروی هوایی آمریکا و نیروی هوایی بریتانیا ساخته شده بود. (۱۹۴۴)

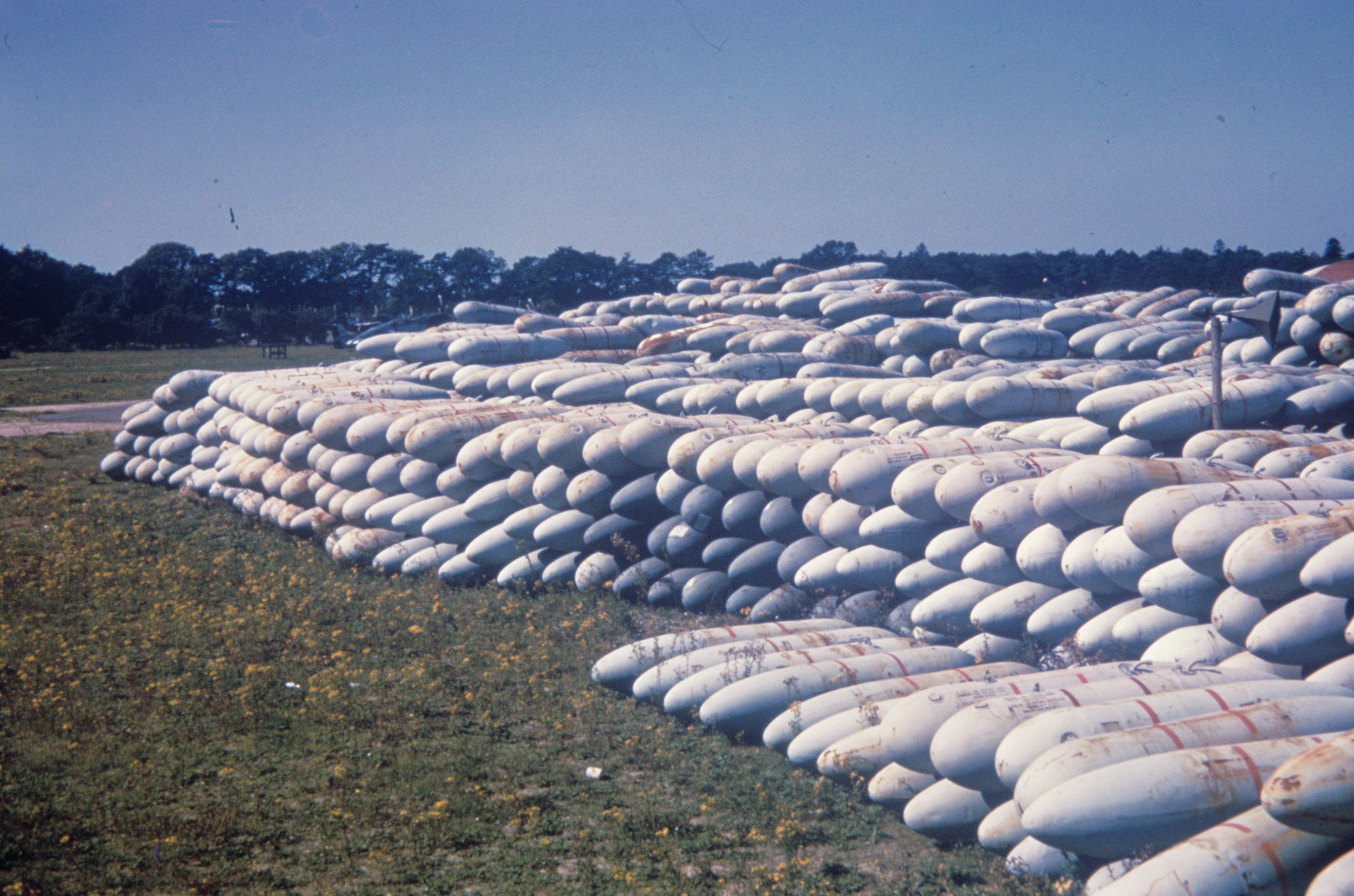
تانک‌های کاغذی ذخیره شده برای استفاده توسط نیروی هوایی بریتانیا

در مواجهه با کمبود فلزات در زمان جنگ جهانی دوم و نیاز به گسترش بُرد هواپیماهای جنگنده، انگلیسی‌ها مخازن بیرونی ساخته‌شده از کاغذ کرافت آغشته به چسب را ارائه کردند که دارای ویژگی‌هایی چون تحمل عالی در برابر گرما و سرمای شدید هنگام عملیات و همچنین ضدآب بودند.
با این وجود، گاهی نشت‌هایی در عرض چند ساعت پس از بارگیری سوخت در مخازن کاغذی ایجاد می‌شد. این‌گونه مخازن، کاملاً یک کالای یک‌بار مصرف بودند که بلافاصله پیش از برخاستن هواپیماها از باند پرواز، پُر می‌شدند.